# Campeonato da NACAC de Atletismo Sub-20
O Campeonato da NACAC de Atletismo Sub-20 é um campeonato bianual para atletas menores de 20 anos no ano da competição, sendo realizada entre as associações-membro da Associação de Atletismo da América do Norte, Central e Caribe (NACAC). A edição inaugural ocorreu em 2021 em conjunto com os campeonatos da NACAC Sub-23 e Sub-18, na cidade de San José na Costa Rica.

## Edições
|    | Ano  | Sede     | País       | Data          | Estádio          |
| -- | ---- | -------- | ---------- | ------------- | ---------------- |
| 1º | 2021 | San José | Costa Rica | 9-11 de julho | Estádio Nacional |

## Competições
- Campeonato da NACAC de Atletismo
- Campeonato da NACAC de Atletismo Sub-23
- Campeonato da NACAC de Atletismo Sub-18
- Campeonato da NACAC de Marcha Atlética
- Campeonato da NACAC de Corta-Mato
- Campeonato da NACAC de Corrida de Montanha